# Yayoi (imię)
Yayoi (jap. やよい, ヤヨイ) – żeńskie imię japońskie.

## Możliwa pisownia
Yayoi można zapisać, używając wielu różnych znaków kanji i może znaczyć m.in.:
- 弥生, „marzec”

Jako imię
- 彌生, „obszerne, życie”

## Znane osoby
- Yayoi Jinguji (弥生), japońska seiyū
- Yayoi Kusama (彌生 / 弥生), japońska artystka
- Yayoi Tamura, japońska snowboardzistka
- Yayoi Yoshioka (彌生), japońska lekarka, aktywistka walcząca o prawa kobiet

## Fikcyjne postacie
- Yayoi, główna bohaterka mangi Mugen Spiral
- Yayoi Aoba, bohaterka mangi i anime Captain Tsubasa
- Yayoi Kise (やよい) / Cure Peace, bohaterka anime Smile Pretty Cure!
- Yayoi Matsunaga (弥生), bohaterka anime Nightwalker: The Midnight Detective
- Yayoi Shioiri (弥生), bohater mangi i anime Loveless
- Yayoi Schwael (弥生), bohaterka anime Dual! Parallel Trouble Adventure
- Yayoi Takato (弥生), bohaterka mangi i anime Prétear